# Camillo Cerrini
Camillo Cerrini (Corneto, ... – XVI secolo) è stato un mercante italiano.
Originariamente era un mercante di campagna - faceva parte dell'Arte degli Ortolani di Corneto - ed aveva sposato la ricca senese Elisabetta Petrucci.
L'origine della ricchezza personale di Camillo fu nel 1578 l'eredità dello zio Mario, che gli lasciava centinaia di ettari di latifondo a Corneto (oggi Tarquinia) e ampie disponibilità finanziarie. Con il denaro ereditato, Camillo si trasferì a Roma, finanziò nel 1581 la costruzione della facciata di San Tommaso in Parione, sposò la figlia Sallustia a Ottaviano Crescenzi a cui finanziò, tra il 1585 e il 1587, la ristrutturazione delle vecchie case di famiglia in via del Seminario.
Il palazzo rimase incompiuto e Ottaviano Crescenzi si rovinò completamente; la moglie Sallustia, invece, si premurò di creare per i Cerrini-Crescenzi un fedecommesso che includesse tutti i beni dei Cerrini. Dei tre figli maschi di Sallustia - Crescenzio, Marcello e Melchiorre - sopravvisse solo Marcello, che aveva abbracciato la carriera ecclesiastica; la famiglia Cerrini-Crescenzi rischiava l'estinzione, ma poiché la figlia Livia aveva sposato un Serlupi, Sallustia lasciò erede di tutti i propri beni il nipote Francesco Serlupi, figlio di Livia, che per Breve di Urbano VIII del 15 aprile 1642 fu autorizzato a portare il cognome e lo stemma sia dei Serlupi che dei Crescenzi.